# Intracluster-Medium
Als Intracluster-Medium (ICM, wörtlich Medium innerhalb der Haufen) bezeichnet man in der Astronomie das dünne heiße Gas, das den Raum zwischen den Galaxien in Galaxienhaufen füllt.
Die Temperaturen des hauptsächlich aus Wasserstoff und Helium bestehenden Gases liegen zwischen 10 und 100 Millionen Kelvin. Das ICM ist ionisiert (Plasma) und durch seine starke Emission von Röntgenstrahlung beobachtbar. Es stellt eine Form des intergalaktischen Mediums dar.

## Erwärmung
Das ICM wird auf seine extrem hohen Temperaturen aufgeheizt durch Gravitationsenergie, die bei der Entstehung des Galaxienhaufens aus kleineren Strukturen freigesetzt wird. Die Bewegungsenergie aus dem Gravitationsfeld wird dabei durch Schockwellen in Wärme umgewandelt.
Die hohen Temperaturen sind dafür verantwortlich, dass alle im ICM vorkommenden Elemente in ionisierter Form vorliegen; die Atomkerne der leichteren Elemente sind dabei soweit ionisiert, dass sie über keine Elektronen mehr verfügen.

## Zusammensetzung
Das ICM besteht in erster Linie aus gewöhnlicher baryonischer Materie (hauptsächlich Wasserstoff und Helium in ionisiertem Zustand). Dieses Plasma ist angereichert mit schwereren Elementen wie z. B. Eisen. Die Menge der schweren Elemente im Verhältnis zum Wasserstoff, die Metallizität, beträgt circa ein Drittel derjenigen der Sonne. Die meisten Baryonen im Haufen (80–95 %) befinden sich im ICM und nicht in der leuchtenden Materie von Galaxien und Sternen. Der weitaus größte Teil der Masse eines Galaxienhaufens (etwa 80 %) besteht jedoch aus nicht-baryonischer Dunkler Materie.
Obwohl das ICM als Ganzes den Hauptanteil der Baryonen eines Galaxienhaufens enthält, ist es mit typischen Werten um 10−3 Partikel pro Kubikzentimeter nicht sehr dicht. Die mittlere freie Weglänge eines Partikels beträgt circa 1016 m oder ein Lichtjahr.
Das starke Gravitationsfeld der Haufen bewirkt zudem, dass sie sogar Elemente festhalten können, die in hochenergetischen Supernovae entstanden sind. Diese entweichen zwar aus den Galaxien, in denen sie erzeugt werden, bleiben aber im Haufen gefangen und reichern dessen ICM an. Beobachtungen der Zusammensetzung des ICM in Haufen mit verschiedener kosmologischer Rotverschiebung (was einer Beobachtung verschiedener Zeitpunkte in der Vergangenheit entspricht) können daher Erkenntnisse über die Entstehungsgeschichte der Elemente im Universum (Nukleosynthese) liefern.

## Beobachtung
Aufgrund seiner hohen Temperatur sendet das ICM in erster Linie Röntgenstrahlung aus. Sie wird erzeugt als Bremsstrahlung bei der Ablenkung von Elektronen durch Ionen sowie als Röntgen-Emissionslinien der schweren Elemente. Die Leuchtkraft des Gases ist proportional zum Quadrat der Gasdichte und der Wurzel der Temperatur.
Röntgenteleskope können das Röntgen-Spektrum der ICM-Strahlung messen und die Verteilung ihrer Röntgenhelligkeit abbilden. Aus dem Röntgenspektrum erhält man die Gastemperatur und die Metallizität des ICM, aus der Helligkeitsverteilung die Verteilung der Gasdichte. Unter der Annahme, dass sich das Gas im hydrostatischen Gleichgewicht befindet, kann man aus der Temperatur und der Dichteverteilung die Gesamtmasse des Galaxienhaufens bestimmen.
Die Dichte des ICM steigt zum Zentrum des Galaxienhaufens hin stark an. Gleichzeitig liegt die Temperatur dieser zentralen Region normalerweise nur zwischen der Hälfte und einem Drittel der in den äußeren Bereichen gemessenen Werte. Die Metallizität des Gases steigt ebenfalls von außen in Richtung Zentrum an. In einigen Galaxienhaufen (z. B. im Centaurus-Haufen) erreicht sie dabei Werte oberhalb derer unserer Sonne.
Eine weitere Beobachtungsmöglichkeit ergibt sich aus dem Sunyaev-Zeldovich-Effekt.

## Abkühlung
Aufgrund der hohen Dichte des ICM im Kern von Galaxienhaufen werden große Mengen an Röntgenstrahlen emittiert. Falls keine zusätzliche Aufheizung erfolgt, sollte das ICM eigentlich abkühlen, im Zentrum weiter verdichtet und schließlich in Sterne umgewandelt werden. Infolge der Verdichtung sollte sich ein kontinuierlicher Materiestrom aus den äußeren Bereichen des Galaxienhaufens in seinen Kernbereich bilden, ein Cooling Flow.
Beobachtungen mit den Röntgenteleskopen Chandra und XMM-Newton zu Beginn des 21. Jahrhunderts zeigten jedoch, dass die Temperatur in Haufenzentren weniger stark abfällt, als es das vor allem auf Andrew Fabian zurückgehende Cooling-Flow-Szenario verlangt. Zudem zeigen die Galaxien im Haufenzentrum keine Anzeichen der vermuteten starken Sternentstehung. Zur Lösung dieses Cooling-Flow-Problems wird eine Reihe von Ansätzen diskutiert, darunter z. B. die Aufheizung des Gases durch aktive Galaxienkerne.